# In the End (singel Kat DeLuny)
"In the End" to piosenka bachata stworzona przez Kat DeLunę, Claude'a Kelly'ego i RedOne na debiutancki album studyjny DeLuny, 9 Lives (2007). Wyprodukowany przez RedOne Productions, utwór wydany został jako trzeci singel promujący krążek jedynie w Europie w dniu 31 października 2008.

## Informacje o singlu
"In the End" wydany został jako trzeci singel promujący album 9 Lives jedynie w Europie ze względu na sukces poprzedniej kompozycji prezentującej krążek na tym kontynencie, utworu "Run the Show". Piosenka wydana została jedynie w formatach digital download oraz airplay przez co nie zyskała na popularności.
Singel umieszczony został na kilku zagranicznych kompilacjach m.in. Hits & Dance 2009, czy Dancefloor Connection 2008 Vol. 2.

## Wydanie singla
Po premierze singla pod koniec roku 2008, "In the End" zadebiutował na notowaniu najpopularniejszych singli w Belgii na miejscu #50. Dnia 1 listopada 2008 kompozycja znalazła się na liście, jednak tydzień później opuściła notowanie, powracając na nie dwa tygodnie później z pozycją #38. Tydzień po powrocie na listę singel zanotował awans na miejsce #31, które stało się najwyższym miejscem jakie osiągnął na oficjalnym notowaniu w tymże kraju. Piosenka łącznie spędziła w rankingu pięć tygodni.

## Teledysk
Teledysk do singla nagrywany był w ostatnim tygodniu września 2008 i miał premierę dnia 30 października 2008 za pośrednictwem witryny internetowej YouTube.com. Klip przedstawia ujęcia, w których artystka ukazana jest jako nastolatka wykonująca utwór wraz ze swoim zespołem oraz przebywająca na tle efektownego oświetlenia prezentując pozy. Na następnych kadrach można ujrzeć DeLunę jako dojrzałą kobietę w czarnym odzieniu, wysokich obcasach i czerwonej szmince trzymającą w dłoni różę.

## Listy utworów i formaty singla
Singel digital download
1. In the End – 3:23

## Pozycje na listach
| Lista przebojów (2009) | Najwyższa pozycja |
| ---------------------- | ----------------- |
| Belgia Singles Chart   | 31                |